# Engelsk-spanska kriget (1585–1604)
Engelsk-spanska kriget 1585-1604 var ett krig mellan England och Spanien. Det kännetecknades av långa perioder utan krigshandlingar avbrutna av stora slag. Kriget inleddes med en misslyckad engelsk expedition till Nederländerna för att stödja Generalstaterna i deras kamp mot det Habsburgska styret. Engelsmännen vann sedan segrar i Cádiz 1587 och över den spanska armadan 1588.

## Orsaker
Filip II av Spanien hade försökt besegra England av både religiösa och kommersiella orsaker. Den protestantiska drottningen Elisabeth I av England hade retat upp den Romersk-katolska kyrkan genom att göra gudstjänstbesök i engelska kyrkan obligatoriska och genom att införa fängelsestraff för den som läste eller deltog i den katolska mässan.
Dessutom hade engelska kapare i Atlanten och Karibien under åren fram till krigsutbrottet avsevärt minskat Spaniens inkomster. Ekonomisk konkurrens mellan de båda nationerna hade tilltagit sedan sir John Hawkins, med stöd från kronan, inlett det engelska deltagandet i den transatlantiska slavhandeln 1562. Spanjorerna betraktade Hawkins verksamhet som smuggling till deras kolonier i Västindien, vilket fick dem att angripa och sänka flera skepp i en slavexpedition ledd av Hawkins och Sir Francis Drake vid San Juan de Ulúa, nära Veracruz i Mexiko i september 1568. Detta blev den diplomatiska incident som förbittrade de dittills vänliga spansk-engelska relationerna och 1569 kvarhöll England tre spanska skepp på väg att underhålla deras armé i Nederländerna. Drake och Hawkins, bland andra, påbörjade kaparverksamhet som ett sätt att bryta det spanska monopolet på atlanthandeln.

## Krigsutbrottet
Kriget bröt ut 1585. Drake seglade till Västindien och angrep Santo Domingo, Cartagena de Indias och San Agustín i Florida. England gick med i Spansk-nederländska kriget på samma sida som de holländska protestantiska unionsstaterna, som under Vilhelm I av Oranien gjort uppror mot Spanien. Filip II planerade en invasion av England men hans planer fick ett bakslag när Drake brände 37 spanska skepp i Cádiz hamn. Samma år orsakade avrättningen av den skotska drottningen Maria I vrede bland Europas katoliker och hennes anspråk på Englands tron överfördes (genom hennes testamente) till Filip II av Spanien. Den 29 juli fick han tillstånd från påven att ersätta Elisabeth, som exkommunicerats av påven Pius V och ersätta henne med vem han ville.

## Invasion
Den 22 juli 1588 avseglade "den oövervinneliga armadan" mot Englands kuster. De spanska statsmännen hoppades på en lika snabb som säker framgång för invasionen. Engelsmännen hade först sent kommit till insikt om faran, men tog snabbt itu med att rusta upp. Milistrupperna uppbådades och flottans fartyg ökades till ett antal av 197. De flesta av dessa skepp var av obetydlig storlek, men mycket tyngre rustade än de spanska och med större besättningar. De engelska matroserna var den tidens skickligaste sjömän och kommenderades av landets mest framstående sjöhjältar: Drake, Hawkins, Martin Frobisher, under storamiral Lord Howards överbefäl. Filip II däremot hade gett en oerfaren hovman, hertigen av Medina-Sidonia, kommandot över den spanska flottan, mot hertigens egen vilja.
Kampen visade sig inom kort vara ojämn. Engelsmännen undvek närstrid, seglade om spanjorerna, angrep enskilda spanska fartyg med sin överlägsna kanoneld och förstörde några av de största. Medina-Sidonias försvagade flotta nådde därefter Calais. När Drake här skickade några brännare mot den spanska flottan råkade den kastilianske amiralen i sådant bryderi att han gav order om att skära av ankartrossarna och lät fartygen styra ut på öppna havet. Här anfölls de den 8 augusti av engelsmännen i slaget vid Gravelines. Deras halvmånformiga uppställning ansattas av Drake och Seymour på flyglarna och sammanpressades mot centern. I denna trängsel stötte de tunga, svårmanövrerade spanska fartygen otympligt mot varandra och blev en säker skottavla för engelsmännens överlägsna fartygsartilleri.
I stället för att söka en tillflykt i tyska Nordsjöhamnar, som Alessandro Farnese och amiralens egna skeppskaptener rådde honom att göra, lät Medina-Sidonia sin flotta fly från fienden genom en nordlig omsegling kring brittiska öarna, i avsikt att vända tillbaka till Spanien på en vid och farlig omväg. En kraftig sydlig storm blåste upp och medan engelsmännen tog sin tillflykt till de närbelägna hamnarna i sitt hemland drev de otympliga spanska skeppen, skadade, läck och utan lotsar, omkring utmed Skottlands, Norges och Irlands fientliga kuster. Armadan blev så gott som förintad. Även om cirka 65 skepp med omkring 10 000 man i september åter nådde Spanien var dessa fartyg till största delen så skadade att de inte längre kunde användas.
Armada-drabbningarna revolutionerade sjökrigföringen och gav viktiga erfarenheter till de engelska ocean-seglarna. Dessutom möjliggjorde Armadans nederlag att de engelska kaparna kunde fortsätta sin verksamhet mot spanjorerna och att England kunde fortsätta sända trupper för att undsätta Filips fiender i Nederländerna och Frankrike.
Armadans nederlag var inte ett avgörande slag och den "Protestantiska stormen" avgjorde inte kriget.

## Effekter
För England medförde det utdragna och allt mindre framgångsrika kriget att en engelsk etablering i Nordamerika fördröjdes till Stuartätten kom till tronen i början av 1600-talet, och kriget upphörde i och med Londonfördraget. Detta möjliggjorde för Spanien att befästa sitt än så länge ömtåliga imperium i den "Nya världen". Detta imperium skulle komma att bestå ytterligare två sekel. Spanien hade lyckats förhindra att England fick tillgång till de viktiga sjölederna över Atlanten. I gengäld lyckades England undvika att göra avkall på sin protestantiska reformation.
Spanien kvarstod som den dominerande makten i Europa en bra bit in på 1600-talet, när dess långa nedgång påbörjades årtionden senare med nederlag till lands mot Frankrike i trettioåriga kriget och till havs mot den allt mer överlägsna holländska flottan. Även om armadans nederlag inte gjorde det möjligt för England att ersätta Spanien som den främsta sjömakten eller att påbörja en omfattande kolonisation av Amerika kvarstod det ändå som en inspiration för kommande generationer, särskilt under sammandrabbningarna med den franska flottan på 1700-talet då England till slut trädde fram som Europas främsta sjömakt och kolonisatör efter sjuårskriget 1756-1763.